# Carlos Roberto Fernández Martínez
Carlos Roberto Fernández Martínez, noto semplicemente come Carlos Fernández (Triunfo de la Cruz, 17 febbraio 1992), è un calciatore honduregno, attaccante dell'Olancho.

## Caratteristiche tecniche
È un'ala destra.

## Carriera
Approdato in Uruguay nel 2017, ha esordito in Primera División Profesional il 1º aprile 2018 disputando con il Cerro Largo l'incontro vinto 2-0 contro il Villa Española.